# Cerro Mirador
Der Cerro Mirador (spanisch für Aussichtshügel) ist ein 307 m hoher Hügel auf der Livingston-Insel im Archipel der Südlichen Shetlandinseln. Er ragt am Nordufer der False Bay auf.
Spanische Wissenschaftler benannten ihn.